# Uan Muhuggiag
Uan Muhuggiag es un lugar en el sur de Libia (en el desierto de Sahara), y el nombre de la momia de un niño pequeño encontrada en Tadrart Acacus (monte Akakus), Fezzan en 1958 por el profesor Fabrizio Mori.
En 1995 hicieron nuevas investigaciones en la zona.

## Descripción
El desierto del Sahara fue una sabana entre el 8000 y el 3500 a. C.
Varias momias africanas negras se encontraron en la región Uan Muhuggiag de Libia, datadas en el 5500 a. C, que es anterior a las momias egipcias contemporáneas que conocemos ahora. A medida que el clima del Sáhara se volvió a lo que vemos hoy, es plausible que la cultura de pastores de ganado que se estaba desarrollando esta técnica de momificación haya retrocedido hasta el valle del Nilo, con lo que la cultura estaba allí existentes a fusionarse en los egipcios. O puede ser que las técnicas de desarrollo por separado y desconocieran los unos a los otros y la negra africana tuvo que retroceder hacia el sur cuando la cultura egipcia echó raíces.
La momia presenta una técnica de momificación muy sofisticada, y es cerca de 5500 años más antigua que cualquier otra momia comparable del antiguo Egipto.
La cultura que produjo la momia fueron pastores de ganado, y ocupó gran parte del norte de África, en un momento en el Sahara era una sabana. Posibles vínculos con la cultura egipcia más tarde también se encontraron, incluida la representación de arte rupestre de figuras humanas con cabezas de perro (que se asemejan a Anubis), y un tipo de decoración cerámica encontrada más tarde en el sur del valle del Nilo.